# كيرن كولينز
كيرن كولينز (بالإنجليزية: Kieran Collins)‏ هو لاعب كرة القدم الغالية أيرلندي، ولد في 1954 في كورك في جمهورية أيرلندا.